# 民族路 (桃園市)
民族路為台灣桃園市重要道路之一，東起於中壢區中正路口，西止於新屋區中山東路二段；沿線除雙連一至三段均位於平鎮區外，其餘路段位於中壢區、平鎮區、楊梅區、新屋區、觀音區等各行政區交界間，全長約7.2公里，全線共分8段，均隸屬於市道114號。

## 車道配置
- 中正路口－環西路口
  - 路幅寬20公尺
  - 雙向4車道
  - 無安全島
- 環西路口－中壢交流道
  - 路幅寬40公尺
  - 雙向6車道
  - 中央綠化安全島
- 中壢交流道－高雙路口
  - 路幅寬30公尺
  - 雙向4～5車道
  - 中央綠化安全島
- 高雙路口－中觀路口
  - 路幅寬20公尺
  - 雙向4車道
  - 無安全島

## 沿線設施
(由東至西)

| 民族路（中壢區、平鎮區）彰化銀行新明分行 - 中壢浸信會 - 彰化銀行新明分行 - 桃園市立新明國民中學 - 鬼茶森林桃園平鎮店 - 宋俊宏婦幼醫院 （页面存档备份，存于） - 台灣企銀新明分行 - 玉山銀行壢新分行 - 合作金庫新明分行 - 日月光飯店中壢館 - 環西路、環南路 民族路二段（中壢區、平鎮區） - 肯德基中壢民族餐廳 - 麥當勞中壢民族店 - 祐民醫院 （页面存档备份，存于） - 中山高速公路中壢交流道 | 民族路三段（中壢區、平鎮區） - 三民路一段（生活圈二號道路） - 台灣中油天祥加油站 - 行政院環境保護署環境檢驗所 - 中央路（往國立中央大學後門） 民族路雙連一段（平鎮區） 民族路雙連二段（平鎮區） - 麥當勞籌備中 民族路雙連三段（平鎮區） - 桃園市中壢區中平國民小學 民族路五段（中壢區、楊梅區） - 聯邦商業銀行高榮分行 - 中華電信研究院 民族路六段（中壢區、新屋區、觀音區） - 台灣高速鐵路、高鐵南路五段 - 好市多中壢店 |